# Червоноголовий барбіон
Червоноголовий барбіон (Buccanodon) — рід дятлоподібних птахів родини лібійних (Lybiidae). Містить 2 види.

## Таксономія
Раніше цей рід вважався монотиповим таксоном, який містив лише вид B. duchaillui. Дослідження, опубліковане у 2019 році, виявило, що популяції західніше від Дагомейського розриву становлять новий вид — B. dowsetti. Обидва види майже однакові, і їх можна достовірно розрізнити на місцях лише за вокалізацією та ареалом.

## Поширення
Рід поширений в тропічній Африці. Мешкають у різноманітних лісах і лісистих саванах.

## Спосіб життя
Живляться фруктами й комахами. Деякі комахи ловляться у польоті. Гнізда облаштовують у дуплах.

## Види
- Buccanodon dowsetti
- Барбіон червоноголовий (Buccanodon duchaillui)